# ABA Playoffs 1976
Gli ABA Playoffs 1976 si conclusero con la vittoria dei New York Nets contro i Denver Nuggets.

## Squadre qualificate
1. Denver Nuggets
2. N.Y. Nets
3. San Antonio Spurs
4. Kentucky Colonels
5. Indiana Pacers

## Tabellone
|  | Quarti di finale | Quarti di finale  | Quarti di finale |                   |                  | Semifinali       | Semifinali       | Semifinali |  |  | ABA Finals | ABA Finals | ABA Finals |  |
|  |                  |                   |                  |                   |                  |                  |                  |            |  |  |            |            |            |  |
|  |                  |                   |                  |                   |                  | # 1              | Denver Nuggets * | 4          |  |  |            |            |            |  |
|  |                  |                   |                  |                   |                  | # 1              | Denver Nuggets * | 4          |  |  |            |            |            |  |
|  |                  |                   | # 4              | Kentucky Colonels | 3                |                  |                  |            |  |  |            |            |            |  |
|  | # 4              | Kentucky Colonels | # 4              | Kentucky Colonels | 3                | 2                |                  |            |  |  |            |            |            |  |
|  | # 4              | Kentucky Colonels |                  |                   |                  |                  |                  |            |  |  |            |            |            |  |
|  | # 5              | Indiana Pacers    | 1                |                   |                  |                  |                  |            |  |  |            |            |            |  |
|  | # 5              | Indiana Pacers    | 1                |                   | Denver Nuggets * | Denver Nuggets * | 2                |            |  |  |            |            |            |  |
|  |                  |                   |                  |                   |                  |                  |                  |            |  |  |            |            |            |  |
|  |                  |                   | N.Y. Nets        | N.Y. Nets         | 4                |                  |                  |            |  |  |            |            |            |  |
|  |                  |                   |                  | N.Y. Nets         | 4                |                  |                  |            |  |  |            |            |            |  |
|  |                  |                   |                  |                   |                  |                  |                  |            |  |  |            |            |            |  |
|  |                  |                   |                  |                   |                  |                  |                  |            |  |  |            |            |            |  |
|  |                  | # 2               | N.Y. Nets        | 4                 |                  |                  |                  |            |  |  |            |            |            |  |
|  |                  |                   |                  | 4                 |                  |                  |                  |            |  |  |            |            |            |  |
|  |                  |                   | # 3              | San Antonio Spurs | 3                |                  |                  |            |  |  |            |            |            |  |

Legenda
- * Vincitore regular season
- "Grassetto" Vincitore serie
- "Corsivo" Squadra con fattore campo

### Turno preliminare

#### (4) Kentucky Colonels - (5) Indiana Pacers
RISULTATO FINALE: 2-1
| Louisville 8 aprile 1976 Gara 1                                                                      | Kentucky Colonels | 120 – 109 (41-20, 21-26, 31-31, 27-32) referto | Indiana Pacers | Freedom Hall (3.288 spett.) |
| A. Gilmore 25 Punti B. Knight 43 L. Dampier 10 Assist D. Buse 5 A. Gilmore 17 Rimbalzi D. Hillman 13 |                   |                                                |                |                             |
| |                   |                                                |                |                             |
| A. Gilmore 25                                                                                        | Punti             | B. Knight 43                                   |                |                             |
| L. Dampier 10                                                                                        | Assist            | D. Buse 5                                      |                |                             |
| A. Gilmore 17                                                                                        | Rimbalzi          | D. Hillman 13                                  |                |                             |

| Indianapolis 10 aprile 1976 Gara 2                                                                | Indiana Pacers | 109 – 95 (23-25, 24-18, 30-29, 32-23) referto | Kentucky Colonels | Market Square Arena (5.850 spett.) |
| B. Knight 28 Punti A. Gilmore 26 D. Buse 12 Assist B. Averitt 6 B. Knight 11 Rimbalzi M. Lucas 14 |                |                                               |                   |                                    |
|                                                                                                   |                |                                               |                   |                                    |
| B. Knight 28                                                                                      | Punti          | A. Gilmore 26                                 |                   |                                    |
| D. Buse 12                                                                                        | Assist         | B. Averitt 6                                  |                   |                                    |
| B. Knight 11                                                                                      | Rimbalzi       | M. Lucas 14                                   |                   |                                    |

| Louisville 12 aprile 1976 Gara 3                                                                          | Kentucky Colonels | 100 – 99 (26-11, 22-25, 22-35, 30-28) referto | Indiana Pacers | Freedom Hall (5.267 spett.) |
| A. Gilmore 27 Punti B. Knight 30 J. van Breda Kolff 6 Assist D. Buse 9 A. Gilmore 16 Rimbalzi B. Knight 9 |                   |                                               |                |                             |
| |                   |                                               |                |                             |
| A. Gilmore 27                                                                                             | Punti             | B. Knight 30                                  |                |                             |
| J. van Breda Kolff 6                                                                                      | Assist            | D. Buse 9                                     |                |                             |
| A. Gilmore 16                                                                                             | Rimbalzi          | B. Knight 9                                   |                |                             |

PRECEDENTI NEI PLAYOFF
|  | Kentucky Colonels (1975) | 1 – 3 | Indiana Pacers (1969, 1970, 1973) |  |

PRECEDENTI IN REGULAR SEASON
| Regular Season 1975-76 | Kentucky Colonels | 6 – 6 | Indiana Pacers | Referto 1 - Referto 2 - Referto 3 - Referto 4, Referto 5 - Referto 6, Referto 7 - Referto 8 - Referto 9 - Referto 10 - Referto 11 - Referto 12 |
| Indiana Pacers 103 Indiana Pacers 106 Kentucky Colonels 108 Indiana Pacers 113 Kentucky Colonels 131 Indiana Pacers 112 Kentucky Colonels 117 Indiana Pacers 135 Kentucky Colonels 122 Indiana Pacers 109 Kentucky Colonels 125 Indiana Pacers 119 Punti 100 Kentucky Colonels 92 Kentucky Colonels 91 Indiana Pacers 100 Kentucky Colonels 116 Indiana Pacers 109 Kentucky Colonels 114 Indiana Pacers 116 Kentucky Colonels 127 Indiana Pacers (1 t.s.) 113 Kentucky Colonels 112 Indiana Pacers 130 Kentucky Colonels |                   | |                | |
| |                   | |                | |
| Indiana Pacers 103 Indiana Pacers 106 Kentucky Colonels 108 Indiana Pacers 113 Kentucky Colonels 131 Indiana Pacers 112 Kentucky Colonels 117 Indiana Pacers 135 Kentucky Colonels 122 Indiana Pacers 109 Kentucky Colonels 125 Indiana Pacers 119 | Punti             | 100 Kentucky Colonels 92 Kentucky Colonels 91 Indiana Pacers 100 Kentucky Colonels 116 Indiana Pacers 109 Kentucky Colonels 114 Indiana Pacers 116 Kentucky Colonels 127 Indiana Pacers (1 t.s.) 113 Kentucky Colonels 112 Indiana Pacers 130 Kentucky Colonels |                | |

### Semifinali

#### (1) Denver Nuggets - (4) Kentucky Colonels
RISULTATO FINALE: 4-3
| Denver 15 aprile 1976 Gara 1                                                                                  | Denver Nuggets | 110 – 107 (28-27, 30-31, 25-21, 27-28) referto | Kentucky Colonels | McNichols Sports Arena (15.234 spett.) |
| R. Simpson 24 Punti M. Lucas , A. Gilmore 26 D. Issel 7 Assist L. Dampier 8 B. Jones 9 Rimbalzi A. Gilmore 19 |                |                                                |                   |                                        |
| |                |                                                |                   |                                        |
| R. Simpson 24                                                                                                 | Punti          | M. Lucas, A. Gilmore 26                        |                   |                                        |
| D. Issel 7 | Assist         | L. Dampier 8                                   |                   |                                        |
| B. Jones 9 | Rimbalzi       | A. Gilmore 19                                  |                   |                                        |

| Denver 17 aprile 1976 Gara 2                                                                         | Denver Nuggets | 110 – 138 (39-35, 28-34, 26-33, 26-36) referto | Kentucky Colonels | McNichols Sports Arena (16.384 spett.) |
| D. Issel 24 Punti L. Dampier 26 C. Williams 5 Assist B. Averitt 9 D. Issel 13 Rimbalzi A. Gilmore 12 |                |                                                |                   |                                        |
| |                |                                                |                   |                                        |
| D. Issel 24                                                                                          | Punti          | L. Dampier 26                                  |                   |                                        |
| C. Williams 5                                                                                        | Assist         | B. Averitt 9                                   |                   |                                        |
| D. Issel 13                                                                                          | Rimbalzi       | A. Gilmore 12                                  |                   |                                        |

| Louisville 19 aprile 1976 Gara 3                                                                        | Kentucky Colonels | 126 – 114 (26-27, 29-25, 33-34, 38-28) referto | Denver Nuggets | Freedom Hall (9.644 spett.) |
| B. Averitt 40 Punti D. Thompson 29 B. Averitt 7 Assist D. Thompson 5 A. Gilmore 16 Rimbalzi B. Jones 10 |                   |                                                |                |                             |
| |                   |                                                |                |                             |
| B. Averitt 40                                                                                           | Punti             | D. Thompson 29                                 |                |                             |
| B. Averitt 7                                                                                            | Assist            | D. Thompson 5                                  |                |                             |
| A. Gilmore 16                                                                                           | Rimbalzi          | B. Jones 10                                    |                |                             |

| Louisville 21 aprile 1976 Gara 4                                                                  | Kentucky Colonels | 106 – 108 (35-26, 16-23, 25-29, 30-30) referto | Denver Nuggets | Freedom Hall (11.444 spett.) |
| A. Gilmore 22 Punti R. Simpson 26 L. Dampier 6 Assist B. Jones 5 M. Lucas 19 Rimbalzi B. Jones 18 |                   |                                                |                |                              |
|                                                                                                   |                   |                                                |                |                              |
| A. Gilmore 22                                                                                     | Punti             | R. Simpson 26                                  |                |                              |
| L. Dampier 6                                                                                      | Assist            | B. Jones 5                                     |                |                              |
| M. Lucas 19                                                                                       | Rimbalzi          | B. Jones 18                                    |                |                              |

| Denver 22 aprile 1976 Gara 5                                                                                          | Denver Nuggets | 127 – 117 (25-32, 29-26, 39-23, 34-36) referto | Kentucky Colonels | McNichols Sports Arena (17.068 spett.) |
| D. Thompson 34 Punti A. Gilmore 26 C. Williams , R. Simpson 6 Assist L. Dampier 14 D. Issel 13 Rimbalzi A. Gilmore 12 |                |                                                |                   |                                        |
| |                |                                                |                   |                                        |
| D. Thompson 34 | Punti          | A. Gilmore 26                                  |                   |                                        |
| C. Williams, R. Simpson 6                                                                                             | Assist         | L. Dampier 14                                  |                   |                                        |
| D. Issel 13 | Rimbalzi       | A. Gilmore 12                                  |                   |                                        |

| Louisville 25 aprile 1976 Gara 6                                                                       | Kentucky Colonels | 119 – 115 (d.2t.s.) (24-24, 31-27, 23-19, 19-27) (4-4,8-4) referto | Denver Nuggets | Freedom Hall (6.312 spett.) |
| B. Averitt 34 Punti R. Simpson 35 L. Dampier 11 Assist R. Simpson 6 A. Gilmore 26 Rimbalzi D. Issel 18 |                   |                                                                    |                |                             |
| |                   |                                                                    |                |                             |
| B. Averitt 34                                                                                          | Punti             | R. Simpson 35                                                      |                |                             |
| L. Dampier 11                                                                                          | Assist            | R. Simpson 6                                                       |                |                             |
| A. Gilmore 26                                                                                          | Rimbalzi          | D. Issel 18                                                        |                |                             |

| Denver 28 aprile 1976 Gara 7                                                                         | Denver Nuggets | 133 – 110 (27-26, 30-30, 37-26, 39-28) referto | Kentucky Colonels | McNichols Sports Arena (18.821 spett.) |
| D. Thompson 40 Punti M. Lucas 23 R. Simpson 14 Assist L. Dampier 11 D. Issel 12 Rimbalzi M. Lucas 15 |                |                                                |                   |                                        |
| |                |                                                |                   |                                        |
| D. Thompson 40                                                                                       | Punti          | M. Lucas 23                                    |                   |                                        |
| R. Simpson 14                                                                                        | Assist         | L. Dampier 11                                  |                   |                                        |
| D. Issel 12                                                                                          | Rimbalzi       | M. Lucas 15                                    |                   |                                        |

PRECEDENTI IN REGULAR SEASON
| Regular Season 1975-76 | Denver Nuggets | 7 – 5 | Kentucky Colonels | Referto 1 - Referto 2 - Referto 3 - Referto 4, Referto 5 - Referto 6, Referto 7 - Referto 8 - Referto 9 - Referto 10 - Referto 11 - Referto 12 |
| Kentucky Colonels 106 Denver Nuggets 117 Denver Nuggets 107 Denver Nuggets 141 Denver Nuggets 127 Denver Nuggets 137 Kentucky Colonels 119 Kentucky Colonels 98 Denver Nuggets 116 Kentucky Colonels 111 (1 t.s.) Kentucky Colonels 118 Kentucky Colonels 103 Punti 103 Denver Nuggets 111 Kentucky Colonels 115 Kentucky Colonels 137 Kentucky Colonels 120 Kentucky Colonels 113 Kentucky Colonels 117 Denver Nuggets 94 Denver Nuggets 114 Kentucky Colonels 112 Denver Nuggets 117 Denver Nuggets 130 Denver Nuggets |                | |                   | |
| |                | |                   | |
| Kentucky Colonels 106 Denver Nuggets 117 Denver Nuggets 107 Denver Nuggets 141 Denver Nuggets 127 Denver Nuggets 137 Kentucky Colonels 119 Kentucky Colonels 98 Denver Nuggets 116 Kentucky Colonels 111 (1 t.s.) Kentucky Colonels 118 Kentucky Colonels 103 | Punti          | 103 Denver Nuggets 111 Kentucky Colonels 115 Kentucky Colonels 137 Kentucky Colonels 120 Kentucky Colonels 113 Kentucky Colonels 117 Denver Nuggets 94 Denver Nuggets 114 Kentucky Colonels 112 Denver Nuggets 117 Denver Nuggets 130 Denver Nuggets |                   | |

PRECEDENTI NEI PLAYOFF

Si è trattata della prima sfida tra le due squadre ai playoff.

#### (2) New York Nets - (3) San Antonio Spurs
RISULTATO FINALE: 4-3
| Uniondale 9 aprile 1976 Gara 1                                                                            | N.Y. Nets | 116 – 101 (33-18, 37-32, 27-28, 19-23) referto | San Antonio Spurs | Nassau Veterans Memorial Coliseum (8.221 spett.) |
| J. Erving 31 Punti G. Gervin 30 B. Taylor 4 Assist G. Karl 4 T. Bassett 14 Rimbalzi M. Gale , B. Paultz 7 |           |                                                |                   |                                                  |
| |           |                                                |                   |                                                  |
| J. Erving 31                                                                                              | Punti     | G. Gervin 30                                   |                   |                                                  |
| B. Taylor 4                                                                                               | Assist    | G. Karl 4                                      |                   |                                                  |
| T. Bassett 14                                                                                             | Rimbalzi  | M. Gale, B. Paultz 7                           |                   |                                                  |

| Uniondale 11 aprile 1976 Gara 2 | N.Y. Nets | 79 – 105 (23-20, 16-29, 21-26, 19-30) referto | San Antonio Spurs | Nassau Veterans Memorial Coliseum (5.769 spett.) |
| J. Erving 27 Punti L. Kenon 30 J. Erving , A. Skinner , R. Jones 3 Assist M. Gale 13 A. Skinner , T. Bassett , K. Hughes 10 Rimbalzi B. Paultz 18 |           |                                               |                   |                                                  |
| |           |                                               |                   |                                                  |
| J. Erving 27 | Punti     | L. Kenon 30                                   |                   |                                                  |
| J. Erving, A. Skinner, R. Jones 3 | Assist    | M. Gale 13                                    |                   |                                                  |
| A. Skinner, T. Bassett, K. Hughes 10 | Rimbalzi  | B. Paultz 18                                  |                   |                                                  |

| San Antonio 14 aprile 1976 Gara 3                                                              | San Antonio Spurs | 111 – 103 (21-31, 27-22, 27-20, 36-30) referto | N.Y. Nets | HemisFair Arena (10.009 spett.) |
| L. Kenon 28 Punti J. Erving 31 M. Gale 11 Assist J. Erving 8 L. Kenon 16 Rimbalzi J. Erving 10 |                   |                                                |           |                                 |
|                                                                                                |                   |                                                |           |                                 |
| L. Kenon 28                                                                                    | Punti             | J. Erving 31                                   |           |                                 |
| M. Gale 11                                                                                     | Assist            | J. Erving 8                                    |           |                                 |
| L. Kenon 16                                                                                    | Rimbalzi          | J. Erving 10                                   |           |                                 |

| San Antonio 18 aprile 1976 Gara 4                                                                             | San Antonio Spurs | 108 – 110 (25-24, 35-28, 28-28, 20-30) referto | N.Y. Nets | HemisFair Arena (9.277 spett.) |
| B. Paultz , G. Gervin 28 Punti J. Erving 35 B. Paultz 5 Assist K. Hughes 7 B. Paultz 12 Rimbalzi J. Erving 14 |                   |                                                |           |                                |
| |                   |                                                |           |                                |
| B. Paultz, G. Gervin 28                                                                                       | Punti             | J. Erving 35                                   |           |                                |
| B. Paultz 5                                                                                                   | Assist            | K. Hughes 7                                    |           |                                |
| B. Paultz 12                                                                                                  | Rimbalzi          | J. Erving 14                                   |           |                                |

| Uniondale 19 aprile 1976 Gara 5                                                                | N.Y. Nets | 110 – 108 (27-33, 30-24, 28-26, 25-25) referto | San Antonio Spurs | Nassau Veterans Memorial Coliseum (11.321 spett.) |
| J. Erving 32 Punti L. Kenon 27 J. Erving 6 Assist M. Gale 8 T. Bassett 12 Rimbalzi L. Kenon 12 |           |                                                |                   |                                                   |
|                                                                                                |           |                                                |                   |                                                   |
| J. Erving 32                                                                                   | Punti     | L. Kenon 27                                    |                   |                                                   |
| J. Erving 6                                                                                    | Assist    | M. Gale 8                                      |                   |                                                   |
| T. Bassett 12                                                                                  | Rimbalzi  | L. Kenon 12                                    |                   |                                                   |

| San Antonio 21 aprile 1976 Gara 6                                                                           | San Antonio Spurs | 106 – 105 (29-27, 23-21, 29-27, 25-30) referto | N.Y. Nets | HemisFair Arena (10.484 spett.) |
| G. Gervin 37 Punti J. Erving 41 M. Gale , B. Paultz 5 Assist B. Taylor 6 L. Kenon 18 Rimbalzi T. Bassett 15 |                   |                                                |           |                                 |
| |                   |                                                |           |                                 |
| G. Gervin 37                                                                                                | Punti             | J. Erving 41                                   |           |                                 |
| M. Gale, B. Paultz 5                                                                                        | Assist            | B. Taylor 6                                    |           |                                 |
| L. Kenon 18                                                                                                 | Rimbalzi          | T. Bassett 15                                  |           |                                 |

| Uniondale 24 aprile 1976 Gara 7                                                                | N.Y. Nets | 121 – 114 (24-22, 31-31, 29-28, 37-33) referto | San Antonio Spurs | Nassau Veterans Memorial Coliseum (15.934 spett.) |
| J. Erving 28 Punti G. Gervin 31 J. Erving 8 Assist M. Gale 6 J. Erving 18 Rimbalzi L. Kenon 11 |           |                                                |                   |                                                   |
|                                                                                                |           |                                                |                   |                                                   |
| J. Erving 28                                                                                   | Punti     | G. Gervin 31                                   |                   |                                                   |
| J. Erving 8                                                                                    | Assist    | M. Gale 6                                      |                   |                                                   |
| J. Erving 18                                                                                   | Rimbalzi  | L. Kenon 11                                    |                   |                                                   |

PRECEDENTI IN REGULAR SEASON
| Regular Season 1975-76 | N.Y. Nets | 7 – 5 | San Antonio Spurs | Referto 1 - Referto 2 - Referto 3 - Referto 4, Referto 5 - Referto 6, Referto 7 - Referto 8 - Referto 9 - Referto 10 - Referto 11 - Referto 12 |
| San Antonio Spurs 131 New York Nets 112 San Antonio Spurs 109 New York Nets 113 New York Nets 104 (1 t.s.) New York Nets 134 New York Nets 104 San Antonio Spurs 124 San Antonio Spurs 116 New York Nets 118 San Antonio Spurs 116 San Antonio Spurs 102 Punti 111 New York Nets 99 San Antonio Spurs 112 New York Nets 97 San Antonio Spurs 96 San Antonio Spurs 130 San Antonio Spurs 128 San Antonio Spurs 116 New York Nets 106 New York Nets 109 San Antonio Spurs 101 New York Nets 104 New York Nets |           | |                   | |
| |           | |                   | |
| San Antonio Spurs 131 New York Nets 112 San Antonio Spurs 109 New York Nets 113 New York Nets 104 (1 t.s.) New York Nets 134 New York Nets 104 San Antonio Spurs 124 San Antonio Spurs 116 New York Nets 118 San Antonio Spurs 116 San Antonio Spurs 102 | Punti     | 111 New York Nets 99 San Antonio Spurs 112 New York Nets 97 San Antonio Spurs 96 San Antonio Spurs 130 San Antonio Spurs 128 San Antonio Spurs 116 New York Nets 106 New York Nets 109 San Antonio Spurs 101 New York Nets 104 New York Nets |                   | |

PRECEDENTI NEI PLAYOFF

Si è trattata della prima sfida tra le due squadre ai playoff.

## ABA Finals 1976

### Denver Nuggets - New York Nets
RISULTATO FINALE
|  | Denver Nuggets | 2 – 4 | N.Y. Nets |  |

PRECEDENTI IN REGULAR SEASON
| Regular Season 1975-76 | Denver Nuggets | 9 – 5 | N.Y. Nets | Referto 1 - Referto 2 - Referto 3 - Referto 4, Referto 5 - Referto 6, Referto 7 - Referto 8 - Referto 9 - Referto 10 - Referto 11 - Referto 12 - Referto 13 - Referto 14 |
| Denver Nuggets 128 New York Nets 128 New York Nets 119 Denver Nuggets 106 Denver Nuggets 130 Denver Nuggets 137 New York Nets 134 New York Nets 119 (1 t.s.) Denver Nuggets 108 New York Nets 115 Denver Nuggets 121 Denver Nuggets 128 (1 t.s.) New York Nets 141 New York Nets 110 Punti 121 New York Nets 116 Denver Nuggets 123 Denver Nuggets 103 New York Nets 113 New York Nets 113 New York Nets 123 Denver Nuggets 138 Denver Nuggets 103 New York Nets 95 Denver Nuggets 100 New York Nets 112 New York Nets 136 Denver Nuggets 98 Denver Nuggets |                | |           | |
| |                | |           | |
| Denver Nuggets 128 New York Nets 128 New York Nets 119 Denver Nuggets 106 Denver Nuggets 130 Denver Nuggets 137 New York Nets 134 New York Nets 119 (1 t.s.) Denver Nuggets 108 New York Nets 115 Denver Nuggets 121 Denver Nuggets 128 (1 t.s.) New York Nets 141 New York Nets 110 | Punti          | 121 New York Nets 116 Denver Nuggets 123 Denver Nuggets 103 New York Nets 113 New York Nets 113 New York Nets 123 Denver Nuggets 138 Denver Nuggets 103 New York Nets 95 Denver Nuggets 100 New York Nets 112 New York Nets 136 Denver Nuggets 98 Denver Nuggets |           | |

PRECEDENTI NEI PLAYOFF

Si è trattata della prima sfida tra le due squadre ai playoff.

#### Roster
| \| Pos. \| Num. \| Naz. \| Nome \| Altezza \| Peso \| Data nascita \| Provenienza \| \| ---- \| ---- \| ---- \| --------------- \| ------- \| ------ \| ------------ \| -------------------- \| \| A/C \| 40 \| \| Beck, Byron \| 206 cm \| 102 kg \| 25-01-1945 \| Denver \| \| A \| 10 \| \| Bradley, Jim \| 203 cm \| 98 kg \| 16-03-1952 \| Northern Illinois \| \| C \| 20 \| \| Brown, Roger \| 211 cm \| 102 kg \| 23-02-1950 \| Kansas \| \| G \| 15 \| \| Foster, Jimmy \| 185 cm \| 79 kg \| 16-12-1951 \| Connecticut \| \| G/AP \| 22 \| \| Gerard, Gus \| 203 cm \| 91 kg \| 27-07-1953 \| Virginia \| \| G/AP \| 30 \| \| Irvine, George \| 198 cm \| 91 kg \| 01-02-1948 \| Washington \| \| A/C \| 25 \| \| Issel, Dan \| 206 cm \| 107 kg \| 25-10-1948 \| Kentucky \| \| A \| 24 \| \| Jones, Bobby \| 206 cm \| 95 kg \| 18-12-1951 \| North Carolina \| \| G/AP \| 44 \| \| Simpson, Ralph \| 196 cm \| 91 kg \| 10-08-1949 \| Michigan State \| \| G/AP \| 21 \| \| Terry, Claude \| 193 cm \| 88 kg \| 12-01-1950 \| Stanford \| \| G/AP \| 33 \| \| Thompson, David \| 193 cm \| 88 kg \| 13-07-1954 \| North Carolina State \| \| G \| 13 \| \| Towe, Monte \| 170 cm \| 68 kg \| 27-09-1953 \| North Carolina State \| \| C \| 10 \| \| Webster, Marvin \| 216 cm \| 102 kg \| 13-04-1952 \| Morgan State \| \| G \| 11 \| \| Williams, Chuck \| 188 cm \| 79 kg \| 06-06-1946 \| Colorado \| | Allenatore - Larry Brown Assistente/i - Doug Moe (Vice-allenatore) - Frank Hamblen (Preparatore atletico) Legenda - (C) Capitano - (FA) Free agent - (S) Sospeso - (TW) Contratto Two-way - (GL) Assegnato a squadra G League affiliata - Infortunato Roster · Ultima transazione: 1976 |                        |                 |         |        |              |                      |
| Pos. | Num. | Naz.                   | Nome            | Altezza | Peso   | Data nascita | Provenienza          |
| A/C | 40 | Stati Uniti (bandiera) | Beck, Byron     | 206 cm  | 102 kg | 25-01-1945   | Denver               |
| A | 10 | Stati Uniti (bandiera) | Bradley, Jim    | 203 cm  | 98 kg  | 16-03-1952   | Northern Illinois    |
| C | 20 | Stati Uniti (bandiera) | Brown, Roger    | 211 cm  | 102 kg | 23-02-1950   | Kansas               |
| G | 15 | Stati Uniti (bandiera) | Foster, Jimmy   | 185 cm  | 79 kg  | 16-12-1951   | Connecticut          |
| G/AP | 22 | Stati Uniti (bandiera) | Gerard, Gus     | 203 cm  | 91 kg  | 27-07-1953   | Virginia             |
| G/AP | 30 | Stati Uniti (bandiera) | Irvine, George  | 198 cm  | 91 kg  | 01-02-1948   | Washington           |
| A/C | 25 | Stati Uniti (bandiera) | Issel, Dan      | 206 cm  | 107 kg | 25-10-1948   | Kentucky             |
| A | 24 | Stati Uniti (bandiera) | Jones, Bobby    | 206 cm  | 95 kg  | 18-12-1951   | North Carolina       |
| G/AP | 44 | Stati Uniti (bandiera) | Simpson, Ralph  | 196 cm  | 91 kg  | 10-08-1949   | Michigan State       |
| G/AP | 21 | Stati Uniti (bandiera) | Terry, Claude   | 193 cm  | 88 kg  | 12-01-1950   | Stanford             |
| G/AP | 33 | Stati Uniti (bandiera) | Thompson, David | 193 cm  | 88 kg  | 13-07-1954   | North Carolina State |
| G | 13 | Stati Uniti (bandiera) | Towe, Monte     | 170 cm  | 68 kg  | 27-09-1953   | North Carolina State |
| C | 10 | Stati Uniti (bandiera) | Webster, Marvin | 216 cm  | 102 kg | 13-04-1952   | Morgan State         |
| G | 11 | Stati Uniti (bandiera) | Williams, Chuck | 188 cm  | 79 kg  | 06-06-1946   | Colorado             |

| \| Pos. \| Num. \| Naz. \| Nome \| Altezza \| Peso \| Data nascita \| Provenienza \| \| ---- \| ----- \| ---- \| ---------------- \| ------- \| ------ \| ------------ \| -------------------- \| \| A/C \| 21 \| \| Bassett, Tim \| 203 cm \| 102 kg \| 01-04-1951 \| Georgia \| \| G \| 11 \| \| Bucci, George \| 191 cm \| 91 kg \| 09-07-1953 \| Manhattan College \| \| C \| 22 \| \| Eakins, Jim \| 211 cm \| 98 kg \| 24-05-1946 \| Brigham Young \| \| G/AP \| 32 \| \| Erving, Julius \| 198 cm \| 91 kg \| 22-02-1950 \| Massachusetts \| \| C \| 35 \| \| Hughes, Kim \| 211 cm \| 100 kg \| 04-06-1952 \| Wisconsin \| \| A/C \| 33 \| \| Jones, Rich \| 198 cm \| 100 kg \| 27-12-1946 \| Memphis \| \| G \| 24 \| \| McClain, Ted \| 185 cm \| 82 kg \| 30-08-1946 \| Tennessee State \| \| G \| 25 \| \| Melchionni, Bill \| 185 cm \| 75 kg \| 19-10-1944 \| Villanova \| \| C \| 31 \| \| Nater, Swen \| 211 cm \| 109 kg \| 14-01-1950 \| UCLA \| \| A \| 15-24 \| \| Schaeffer, Billy \| 196 cm \| 91 kg \| 11-12-1951 \| St. John's \| \| G \| 30 \| \| Skinner, Al \| 191 cm \| 86 kg \| 16-06-1952 \| Massachusetts \| \| G \| 14 \| \| Taylor, Brian \| 188 cm \| 84 kg \| 09-06-1951 \| Princeton \| \| A \| 12 \| \| Terry, Chuck \| 198 cm \| 98 kg \| 27-09-1950 \| Cal State Long Beach \| \| G \| 23 \| \| Williamson, John \| 188 cm \| 84 kg \| 10-11-1951 \| New Mexico State \| | Allenatore - Kevin Loughery Assistente/i - Bill Melchionni (Vice-allenatore) Legenda - (C) Capitano - (FA) Free agent - (S) Sospeso - (TW) Contratto Two-way - (GL) Assegnato a squadra G League affiliata - Infortunato Roster · Ultima transazione: 1976 |                        |                  |         |        |              |                      |
| Pos. | Num. | Naz.                   | Nome             | Altezza | Peso   | Data nascita | Provenienza          |
| A/C | 21 | Stati Uniti (bandiera) | Bassett, Tim     | 203 cm  | 102 kg | 01-04-1951   | Georgia              |
| G | 11 | Stati Uniti (bandiera) | Bucci, George    | 191 cm  | 91 kg  | 09-07-1953   | Manhattan College    |
| C | 22 | Stati Uniti (bandiera) | Eakins, Jim      | 211 cm  | 98 kg  | 24-05-1946   | Brigham Young        |
| G/AP | 32 | Stati Uniti (bandiera) | Erving, Julius   | 198 cm  | 91 kg  | 22-02-1950   | Massachusetts        |
| C | 35 | Stati Uniti (bandiera) | Hughes, Kim      | 211 cm  | 100 kg | 04-06-1952   | Wisconsin            |
| A/C | 33 | Stati Uniti (bandiera) | Jones, Rich      | 198 cm  | 100 kg | 27-12-1946   | Memphis              |
| G | 24 | Stati Uniti (bandiera) | McClain, Ted     | 185 cm  | 82 kg  | 30-08-1946   | Tennessee State      |
| G | 25 | Stati Uniti (bandiera) | Melchionni, Bill | 185 cm  | 75 kg  | 19-10-1944   | Villanova            |
| C | 31 | Paesi Bassi (bandiera) | Nater, Swen      | 211 cm  | 109 kg | 14-01-1950   | UCLA                 |
| A | 15-24 | Stati Uniti (bandiera) | Schaeffer, Billy | 196 cm  | 91 kg  | 11-12-1951   | St. John's           |
| G | 30 | Stati Uniti (bandiera) | Skinner, Al      | 191 cm  | 86 kg  | 16-06-1952   | Massachusetts        |
| G | 14 | Stati Uniti (bandiera) | Taylor, Brian    | 188 cm  | 84 kg  | 09-06-1951   | Princeton            |
| A | 12 | Stati Uniti (bandiera) | Terry, Chuck     | 198 cm  | 98 kg  | 27-09-1950   | Cal State Long Beach |
| G | 23 | Stati Uniti (bandiera) | Williamson, John | 188 cm  | 84 kg  | 10-11-1951   | New Mexico State     |

#### Risultati
| Denver 1 maggio 1976 Gara 1 | Denver Nuggets | 118 – 120 (31-32, 27-26, 26-32, 34-30) referto                                      | N.Y. Nets | McNichols Sports Arena (19.034 spett.) |
| \| \| \| \| \| D. Thompson 30 \| Punti \| J. Erving 45 \| \| R. Simpson 9 \| Assist \| B. Taylor 5 \| \| M. Webster 18 \| Rimbalzi \| J. Erving 12 \| \| Beck, Gerard, Issel, Jones, Simpson, Terry, Thompson, Webster, Williams \| Formazioni \| Bassett, Eakins, Erving, Hughes, Jones, McClain, Skinner, Taylor, Terry, Williamson \| |                |                                                                                     |           |                                        |
| |                |                                                                                     |           |                                        |
| D. Thompson 30 | Punti          | J. Erving 45                                                                        |           |                                        |
| R. Simpson 9 | Assist         | B. Taylor 5                                                                         |           |                                        |
| M. Webster 18 | Rimbalzi       | J. Erving 12                                                                        |           |                                        |
| Beck, Gerard, Issel, Jones, Simpson, Terry, Thompson, Webster, Williams | Formazioni     | Bassett, Eakins, Erving, Hughes, Jones, McClain, Skinner, Taylor, Terry, Williamson |           |                                        |

| Denver 4 maggio 1976 Gara 2 | Denver Nuggets | 127 – 121 (29-25, 22-25, 34-31, 42-40) referto                      | N.Y. Nets | McNichols Sports Arena (19.107 spett.) |
| \| \| \| \| \| R. Simpson 25 \| Punti \| J. Erving 48 \| \| R. Simpson 9 \| Assist \| J. Erving 8 \| \| D. Issel 14 \| Rimbalzi \| J. Erving 14 \| \| Beck, Gerard, Issel, Jones, Simpson, Terry, Thompson, Webster, Williams \| Formazioni \| Bassett, Eakins, Erving, Hughes, Jones, Skinner, Taylor, Williamson \| |                |                                                                     |           |                                        |
| |                |                                                                     |           |                                        |
| R. Simpson 25 | Punti          | J. Erving 48                                                        |           |                                        |
| R. Simpson 9 | Assist         | J. Erving 8                                                         |           |                                        |
| D. Issel 14 | Rimbalzi       | J. Erving 14                                                        |           |                                        |
| Beck, Gerard, Issel, Jones, Simpson, Terry, Thompson, Webster, Williams | Formazioni     | Bassett, Eakins, Erving, Hughes, Jones, Skinner, Taylor, Williamson |           |                                        |

| Uniondale 6 maggio 1976 Gara 3 | N.Y. Nets  | 117 – 111 (25-26, 25-21, 29-32, 38-32) referto                                 | Denver Nuggets | Nassau Veterans Memorial Coliseum (12.243 spett.) |
| \| \| \| \| \| J. Erving 31 \| Punti \| D. Thompson 32 \| \| J. Erving 4 \| Assist \| C. Williams 5 \| \| T. Bassett 12 \| Rimbalzi \| D. Issel 13 \| \| Erving, Hughes, Jones, Taylor, Williamson (Bassett, Eakins, Skinner) \| Formazioni \| Issel, Jones, Simpson, Thompson, Williams (Beck, Gerard, Terry, Towe, Webster) \| |            |                                                                                |                |                                                   |
| |            |                                                                                |                |                                                   |
| J. Erving 31 | Punti      | D. Thompson 32                                                                 |                |                                                   |
| J. Erving 4 | Assist     | C. Williams 5                                                                  |                |                                                   |
| T. Bassett 12 | Rimbalzi   | D. Issel 13                                                                    |                |                                                   |
| Erving, Hughes, Jones, Taylor, Williamson (Bassett, Eakins, Skinner) | Formazioni | Issel, Jones, Simpson, Thompson, Williams (Beck, Gerard, Terry, Towe, Webster) |                |                                                   |

| Uniondale 8 maggio 1976 Gara 4 | N.Y. Nets  | 121 – 112 (29-34, 32-23, 28-25, 32-30) referto                                 | Denver Nuggets | Nassau Veterans Memorial Coliseum (8.197 spett.) |
| \| \| \| \| \| J. Erving 34 \| Punti \| D. Issel 26 \| \| J. Erving 6 \| Assist \| D. Thompson, R. Simpson 5 \| \| J. Erving 15 \| Rimbalzi \| D. Issel 15 \| \| Erving, Hughes, Jones, Taylor, Williamson (Bassett, Eakins, Skinner) \| Formazioni \| Issel, Jones, Simpson, Thompson, Williams (Beck, Gerard, Terry, Towe, Webster) \| |            |                                                                                |                |                                                  |
| |            |                                                                                |                |                                                  |
| J. Erving 34 | Punti      | D. Issel 26                                                                    |                |                                                  |
| J. Erving 6 | Assist     | D. Thompson, R. Simpson 5                                                      |                |                                                  |
| J. Erving 15 | Rimbalzi   | D. Issel 15                                                                    |                |                                                  |
| Erving, Hughes, Jones, Taylor, Williamson (Bassett, Eakins, Skinner) | Formazioni | Issel, Jones, Simpson, Thompson, Williams (Beck, Gerard, Terry, Towe, Webster) |                |                                                  |

| Denver 11 maggio 1976 Gara 5 | Denver Nuggets | 118 – 110 (27-31, 20-22, 42-20, 29-37) referto                               | N.Y. Nets | McNichols Sports Arena (18.881 spett.) |
| \| \| \| \| \| R. Simpson D. Issel 21 \| Punti \| J. Erving 37 \| \| C. Williams 5 \| Assist \| J. Erving 5 \| \| D. Issel 11 \| Rimbalzi \| J. Erving 15 \| \| Beck, Gerard, Issel, Jones, Simpson, Terry, Thompson, Towe, Webster, Williams \| Formazioni \| Bassett, Eakins, Erving, Hughes, Jones, McClain, Skinner, Taylor, Williamson \| |                |                                                                              |           |                                        |
| |                |                                                                              |           |                                        |
| R. Simpson D. Issel 21 | Punti          | J. Erving 37                                                                 |           |                                        |
| C. Williams 5 | Assist         | J. Erving 5                                                                  |           |                                        |
| D. Issel 11 | Rimbalzi       | J. Erving 15                                                                 |           |                                        |
| Beck, Gerard, Issel, Jones, Simpson, Terry, Thompson, Towe, Webster, Williams | Formazioni     | Bassett, Eakins, Erving, Hughes, Jones, McClain, Skinner, Taylor, Williamson |           |                                        |

| Uniondale 13 maggio 1976 Gara 6 | N.Y. Nets  | 112 – 106 (23-28, 22-30, 33-34, 34-14) referto                          | Denver Nuggets | Nassau Veterans Memorial Coliseum (15.434 spett.) |
| \| \| \| \| \| J. Erving 31 \| Punti \| D. Thompson 42 \| \| J. Erving 5 \| Assist \| B. Jones, M. Towe 5 \| \| J. Erving 19 \| Rimbalzi \| D. Issel 20 \| \| Eakins, Erving, Jones, Taylor, Williamson (Bassett, McClain, Melchionni, Skinner) \| Formazioni \| Issel, Jones, Simpson, Thompson, Williams (Beck, Gerard, Towe, Webster) \| |            |                                                                         |                |                                                   |
| |            |                                                                         |                |                                                   |
| J. Erving 31 | Punti      | D. Thompson 42                                                          |                |                                                   |
| J. Erving 5 | Assist     | B. Jones, M. Towe 5                                                     |                |                                                   |
| J. Erving 19 | Rimbalzi   | D. Issel 20                                                             |                |                                                   |
| Eakins, Erving, Jones, Taylor, Williamson (Bassett, McClain, Melchionni, Skinner) | Formazioni | Issel, Jones, Simpson, Thompson, Williams (Beck, Gerard, Towe, Webster) |                |                                                   |

| Campione ABA 1976       |
| ----------------------- |
| New York Nets 2º titolo |

#### Hall of famer
| ABA Finals | Atleta        | Squadra        | Anno |            |
| ---------- | ------------- | -------------- | ---- | ---------- |
| Giocatore  | Roger Brown   | Denver Nuggets | 2013 | Giocatore  |
| Giocatore  | Dan Issel     | Denver Nuggets | 1993 | Giocatore  |
| Allenatore | Larry Brown   | Denver Nuggets | 2002 | Allenatore |
| Giocatore  | Julius Erving | N.Y. Nets      | 1993 | Giocatore  |

#### MVP delle Finali
- #32 Julius Erving, New York Nets.

## Squadra vincitrice

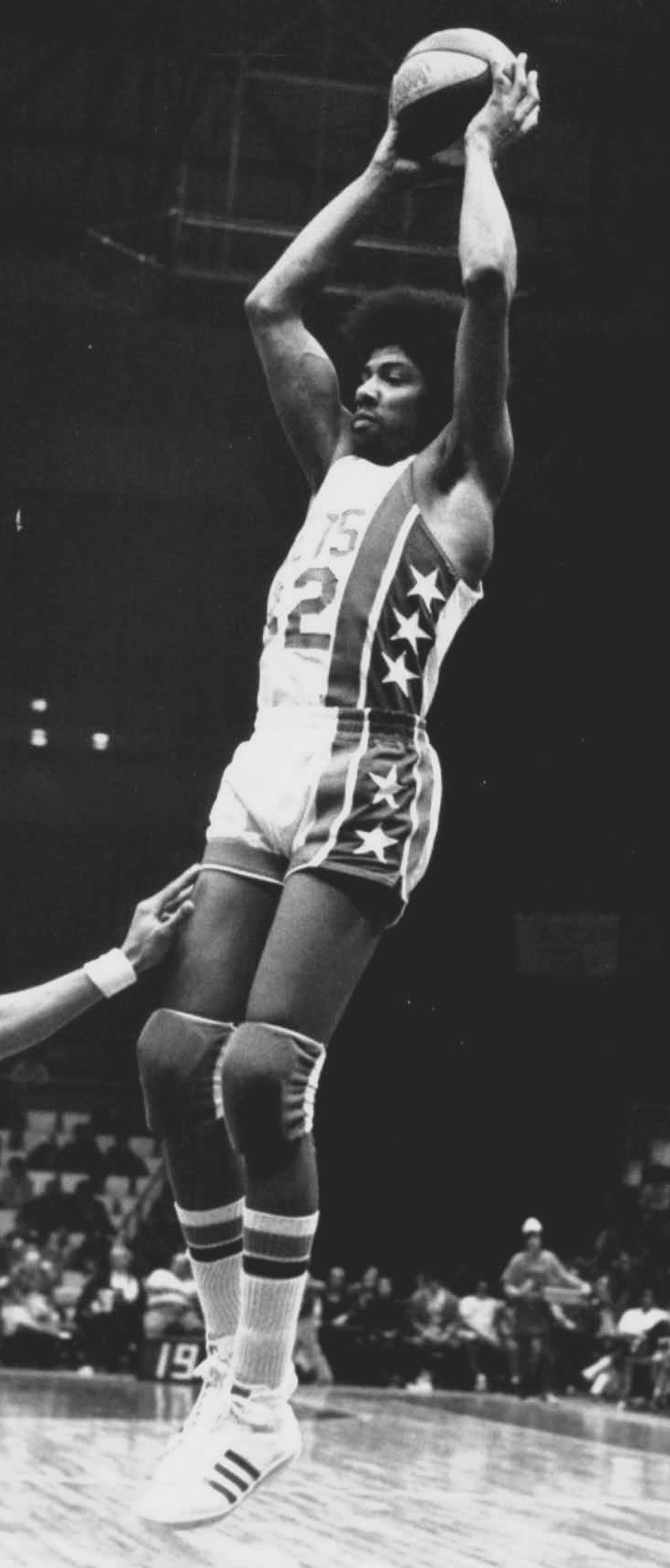
1. 32 Julius Erving, New York Nets.

| N° | Naz.                   | Ruolo | Sportivo        |  | Alt. |  |
| -- | ---------------------- | ----- | --------------- |  | ---- |  |
| 11 | Stati Uniti (bandiera) | G     | George Bucci    |  | 191  |  |
| 12 | Stati Uniti (bandiera) | AP    | Chuck Terry     |  | 200  |  |
| 14 | Stati Uniti (bandiera) | G     | Brian Taylor    |  | 188  |  |
| 21 | Stati Uniti (bandiera) | AG    | Tim Bassett     |  | 203  |  |
| 22 | Stati Uniti (bandiera) | C     | Jim Eakins      |  | 212  |  |
| 23 | Stati Uniti (bandiera) | G     | John Williamson |  | 188  |  |
| 24 | Stati Uniti (bandiera) | P     | Ted McClain     |  | 185  |  |
| 25 | Stati Uniti (bandiera) | P     | Bill Melchionni |  | 185  |  |
| 30 | Stati Uniti (bandiera) | G     | Al Skinner      |  | 191  |  |
| 32 | Stati Uniti (bandiera) | AP    | Julius Erving   |  | 201  |  |
| 33 | Stati Uniti (bandiera) | AG    | Rich Jones      |  | 200  |  |
| 35 | Stati Uniti (bandiera) | C     | Kim Hughes      |  | 212  |  |
|    | Stati Uniti (bandiera) | All.  | Kevin Loughery  |  |      |  |

## Statistiche
Aggiornate al 29 gennaio 2022.
| Categoria    | Giocatore     | Squadra           | Media | PG |
| ------------ | ------------- | ----------------- | ----- | -- |
| Punti        | Julius Erving | N.Y. Nets         | 34,7  | 13 |
| Rimbalzi     | Artis Gilmore | Kentucky Colonels | 15,2  | 10 |
| Assist       | Don Buse      | Indiana Pacers    | 8,7   | 3  |
| Palle Rubate | Mike Gale     | San Antonio Spurs | 3,4   | 7  |
| Stoppate     | Artis Gilmore | Kentucky Colonels | 3,6   | 10 |